# 아애천상인간
아애천상인간(Love Trilogy, 愛上天上人間 )은 홍콩의 조숭기 감독, 임심여, 오지호, 원영의, 오진우 주연의 중국, 홍콩 합작 영화이다.
《아애천상인간》은 중국, 홍콩, 대만, 한국의 배우들이 출연한 옴니버스식 로맨틱 영화로 중국 남부 윈난의 샹그릴라에서 촬영하였다. 홍콩판 3가지 색인 레드(紅), 화이트(白), 블루(藍)로 불리며 각국 커플들의 사랑 이야기를 담아내 화제가 되었다. 2004년 발렌타인데이를 맞아 개봉하였으며 홍콩 개봉명은 《30분종연애(30分鐘戀愛)》이다.

## 출연
- 임심여 (류하이 역)
- 오진우 (마크 역)
- 원영의 (아츠이 역)
- 오지호 (쑹즈밍 역)
- 육 의 (류바이셩 역)
- 한 설 (쉬징 역)
- 윤예리 (보보 역)

## 내용
홍콩에서 온 결혼 7년차 부부 아츠이와 마크. 신혼여행으로 윈난을 찾은 류바이셩과 쉬징, 그리고 한국에서 도착한 젊은 연인 쑹즈밍과 보보. 이들 세 커플이 함께 윈난을 여행하며 현지의 여행가이드인 류하이를 만난 후 우여곡절끝에 서로의 진심과 진실한 사랑을 깨닫게 되는 과정을 그렸다.